# Романов, Серафим Петрович
Серафи́м Петро́вич Рома́нов (14 января 1917, село Сунгурово, Ялуторовский уезд, Тобольская губерния — 10 декабря 1996; Родинское, Донецкая область, Украина) — старшина Красной армии, участник Великой Отечественной войны; полный кавалер ордена Славы.

## Биография
Родился 14 января 1917 года в селе Сунгурово Тобольской губернии (ныне Тюменская область) в рабочей семье. После окончания 5 классов средней школы начал работать в колхозе. В 1938 году окончил 3-месячные курсы трактористов и курсы ДОСААФ, после чего начал работать трактористом.
В Красной армии с сентября того же года. Начал принимать участие в боях Великой Отечественной войны с июня 1941 года. В начале 1944 года служил в 696-м стрелковом полку 383-й стрелковой дивизии. Участвовал в освобождении Крыма.
10 января 1944 года Серафим Романов вместе со своими подчинёнными захватил высоту близ села Аджи-Мушкай (ныне микрорайон города Керчь, Крым). 1 марта 1944 года был награждён орденом Славы 3-й степени.
8 мая 1944 года во время боев за Севастополь расчёт под командованием сержанта Романова вывел из строя семь вражеских огневых точек и уничтожил около тридцати немецких солдат (по другим данным более пятнадцати немецких солдат). За этот бой был представлен к награждению орденом Красной Звезды, однако 26 июня 1944 года был награждён орденом Славы 2-й степени.
После освобождения Крыма дивизия была передислоцирована на 1-й Белорусский фронт.
В середине января 1945 года во время боя за Радом (Польша), расчётом старшего сержанта Романова были уничтожены вражеский дзот, блиндаж, три пулемёта и около пятнадцати вражеских солдат. Во время форсирования Одера близ Фюрстенберга (Германия), Серафим Романов переправил пушку по льду через реку. После чего завязался бой, в котором Романов пушечным огнем помогал наступающей пехоте. В последующие пятнадцать дней расчётом было повреждено шесть огневых точек и уничтожено двадцать немецких солдат. 15 мая 1945 года был награждён орденом Славы 1-й степени.
16 апреля 1945 года во время боев за Франкфурт-на-Одере расчёт под командованием Романова уничтожил два пулемёта противника. Во время этого боя Серафим Петрович был ранен и отправлен в госпиталь. 23 апреля 1945 года награждён орденом Красной Звезды.
Демобилизовался в марте 1945 года по ранению. В 1946 году Серафиму Романову было присвоено звание старшины. После демобилизации поселился в Красноармейске (Донецкая область), затем переехал в Родинское, где работал шофёром в пожарной части.
Скончался 10 декабря 1996 года.

## Награды
Имел следующие награды:
- Орден Отечественной войны 1-й степени (11 марта 1985)[3];
- Орден Красной Звезды (23 апреля 1945)[4];
- Орден Славы 1-й степени (15 мая 1945 — № 1917);
- Орден Славы 2-й степени (26 июня 1944 — № 1200)[5];
- Орден Славы 3-й степени (1 марта 1944 — № 14795);
- также ряд медалей.